# ルビー・ブラフ
ルビー・ブラフ（Ruby Braff、1927年3月16日 - 2003年2月9日）は、アメリカのジャズ・トランペット奏者およびコルネット奏者。ジャック・ティーガーデンはかつてギャリー・ムーアのテレビ番組で彼について尋ねられ、ルビーを「アイビー・リーグのルイ・アームストロング」と表現した。
ブラフは、アメリカ合衆国マサチューセッツ州ボストンで生まれた。彼は、最終的にルイ・アームストロングとビックス・バイダーベックの演奏から派生したイディオムで活動したことで有名となった。
1940年代に地元のクラブで演奏活動を始めた。1949年、ボストンのサヴォイ・カフェでエドモンド・ホール・オーケストラと共演するために雇われた。1953年にニューヨークに移転し、そこでバンドでの日々とレコーディングの需要が高まった。
彼はマサチューセッツ州ハーウィッチに住み、2003年2月9日、マサチューセッツ州チャタムで肺気腫、心不全、緑内障の合併症により亡くなった。彼は人生の大部分をニューヨーク市ブロンクスのリバーデイル地区で暮らした。

## ディスコグラフィ

### リーダー・アルバム
- 『バック・ミーツ・ルビー』 - Buck Meets Ruby (1954年、Vanguard) ※with バック・クレイトン
- Jazz at Storyville, Vol. 1 and 2 (1955年、Savoy) ※with ピー・ウィー・ラッセル
- 『ルビー・ブラフ・スイングス』 - Ruby Braff Swings (1955年、Bethlehem)
- 『ホリデイ・イン・ブラフ』 - Holiday in Braff (1955年、Bethlehem)
- 『ボール・アット・ベツレヘム』 - Ball at Bethlehem with Braff (1955年、Bethlehem)
- 『ブラフ!』 - Braff!! (1956年、Epic)
- 『ハッスリン&バスリン』 - Hustlin' And Bustlin' (1956年、Storyville)
- 『ルビー・ブラフ・フィーチャリング・デイヴ・マッケンナ』 - Ruby Braff featuring Dave McKenna (1956年、ABC-Paramount)
- 『サルート・トゥ・バニー』 - Hi-Fi Salute to Bunny  (1957年、RCA Victor)
- 『アット・ニューポート'57』 - The Ruby Braff Octet with Pee Wee Russell & Bobby Henderson at Newport (1957年、Verve)
- Ruby Braff Goes 'Girl Crazy' (1958年、Warner Bros.)
- Easy Now (1959年、RCA)
- You're Getting To Be A Habit With Me (1959年、Stere-O-Craft)
- Blowing Around The World (1959年、United Artists)
- The Ruby Braff Marshall Brown Sextet (1961年、United Artists)
- 『ファイヤーワークス〜ザ・ニュースクール・コンサート1983』 - Fireworks: The New School Concert 1983 (1985年、Inner City) ※with ディック・ハイマン
- Live at the Regattabar (1993年、Arbors)
- Ruby Braff Remembers Louis Armstrong: Being with You (1997年、Arbors)
- You Can Depend on Me (1998年、Arbors)
- Born to Play (1999年、Arbors)
- Ruby Braff and Strings: In the Wee, Small Hours in London and New York (2000年、Arbors)
- The Cape Godfather (2000年、Arbors)
- Music for the Still of the Night (2001年、Arbors)
- I Hear Music (2002年、Arbors)
- Relaxing at the Penthouse with the John Pizzarelli Trio (2002年、Victoria) ※with ジョン・ピザレリ
- Variety Is the Spice of Braff (2002年、Arbors)
- Watch What Happens (2003年、Arbors)
- You Brought a New Kind of Love (2005年、Arbors)
- Controlled Nonchalance' at the Regattabar, Vol. 2 (2006年、Arbors)
- C'est Magnifique! (2007年、Arbors) ※with The Flying Pizzarellis
- Little Things - Live In Dublin 1976 (2007年、Nagel-Heyer)
- For the Last Time - Ruby Braff's Historic Final Performance With Scott Hamilton (2008年、Arbors)
- Our Love is Here to Stay (2010年、Arbors)

ルビー・ブラフ & ジョージ・バーンズ・カルテット
- 『ザ・ルビー・ブラフ ジョージ・バーンズ・カルテット』 - The Ruby Braff-George Barnes Quartet (1974年、Chiaroscuro)
- 『サリューツ〜ロジャース&ハート作品集』 - Salutes Rodgers and Hart (1974年、Concord Jazz)
- 『ライヴ・アット・ザ・ニュー・スクール』 - Live at the New School (1974年、Chiaroscuro)
- 『プレイズ・ガーシュイン』 - Plays Gershwin (1974年、Concord Jazz)
- To Fred Astaire with Love (1975年、RCA)

ルビー・ブラフ & エリス・ラーキンス
- 2 Part Inventions in Jazz, Vol. 2 (1955年、Vanguard)
- 『ポケット・フル・オブ・ドリームス』 - Pocket Full Of Dreams (1957年、Vanguard)
- The Grand Reunion (1972年、Chiaroscuro)
- The Complete Duets (2006年、Definitive Classics)
- Calling Berlin, Vols. 1 & 2 (年、Arbors)

ルビー・ブラフ & スコット・ハミルトン & デイヴ・マッケンナ
- Controlled Nonchalance at the Regattabar, Volume 1 (1994年、Arbors)
- Controlled Nonchalance, Volume 2 (2005年、Arbors)

ルビー・ブラフ & ウディ・ハーマン
- It Had To Be Us (1998年、Chiaroscuro)

ルビー・ブラフ & ディック・ハイマン
- America, The Beautiful (1984年、Concord Jazz)
- Manhattan Jazz (1987年、MusicMasters)
- 『マイ・フェア・レディ』 - Music from My Fair Lady (1989年、Concord)
- Music from South Pacific (1991年、Concord)
- Ruby Braff and Dick Hyman Play Nice Tunes (1996年、Arbors)

ルビー・ブラフ & ラルフ・サットン
- R & R (2002年、Chiaroscuro)
- Remembered (2003年、Arbors) ※DVD

### 参加アルバム
ラリー・アドラー
- Larry Adler Again! (1959年、Audio Fidelity)

ルイ・アームストロング
- 『ルイ・アームストロング&ヒズ・フレンズ』 - Louis Armstrong and His Friends (1970年、Flying Dutchman/Amsterdam)

トニー・ベネット
- 『トニー・ベネット・シングス・ロジャース&ハート』 - Tony Bennett Sings 10 Rodgers & Hart Songs (1976年、Improv)
- 『トニー・ベネット・シングス・モア・グレイト・ロジャース&ハート』 - Tony Bennett Sings More Great Rodgers & Hart (1977年、Improv)
- 『ロジャース&ハート作品集』 - Tony Bennett Sings the Rodgers & Hart Songbook (2005年、Concord) ※Improvでの録音と未発表テイク集

バック・クレイトン
- 『バック・クレイトン・ジャム・セッション』 - Jumpin' at the Woodside (1955年、Columbia)
- 『バック・クレイトン・ジャム・セッション』 - All the Cats Join In (1956年、Columbia)

ミルト・ヒントン
- 『ザ・ジャッジ・アット・ヒズ・ベスト〜キアロスクーロ・セッションズ1973-1995』 - The Judge at His Best (2001年、Chiaroscuro)

ピー・ウィー・ラッセル
- The Individualism of Pee Wee Russell (1952年)
- A Portrait of Pee Wee (1958年)

ジョージ・ウェイン
- George Wein & the Newport All-Stars (1962年、Impulse!)
- 『ニューポート・オール・スターズ』 - George Wein's Newport All-Stars (1969年、Atlantic)
- Wein, Women and Song and More, George Wein Plays and Sings (2002年、Arbors) ※1955年&1992年録音